# ريدلي ماكلين
ريدلي ماكلين (بالإنجليزية: Ridley McLean)‏ هو ضابط أمريكي، ولد في 10 نوفمبر 1872 في مورفريسبورو في الولايات المتحدة، وتوفي في 12 نوفمبر 1933.